# NWA National Heavyweight Championship
Le National Wrestling Alliance (NWA) National Heavyweight Championship que l'on peut traduire par championnat poids lourd national de la NWA est le championnat de catch secondaire de la National Wrestling Alliance (NWA). C'était le titre majeur de la Georgia Championship Wrestling (en) (GCW), affiliée à la NWA, de 1980 à 1986 est défendue en Géorgie. Lorsque la World Wrestling Federation a acheté la GCW en juillet 1984, The Spoiler (en), alors champion national de la NWA, s'est mis à travailler pour la WWF et a été brièvement récompensé par cette promotion en tant que champion national. Peu de temps après, une nouvelle promotion (Championship Wrestling from Georgia) a été formée et sanctionnée par la NWA. Ils ont attribué le championnat national NWA à Ted DiBiase.
En 1985, Jim Crockett Promotions a acheté les fentes télévisées TBS des samedis et dimanches soir à la WWF et a commencé la production d'une nouvelle ère pour la "World Championship Wrestling". JCP a essentiellement consolidé le Championship Wrestling de Géorgie (prenant également le créneau de ce groupe samedi matin) et a commencé à reconnaître leurs championnats. Finalement, Crockett a organisé un match d’unification entre le champion américain et le champion national des États-Unis. Le champion américain a gagné et cette version du titre national a été abandonnée.
En 1997, la NWA a réactivé le championnat national des poids lourds, qui a depuis été défendu à travers les États-Unis dans diverses promotions associées à la NWA.

## Histoire

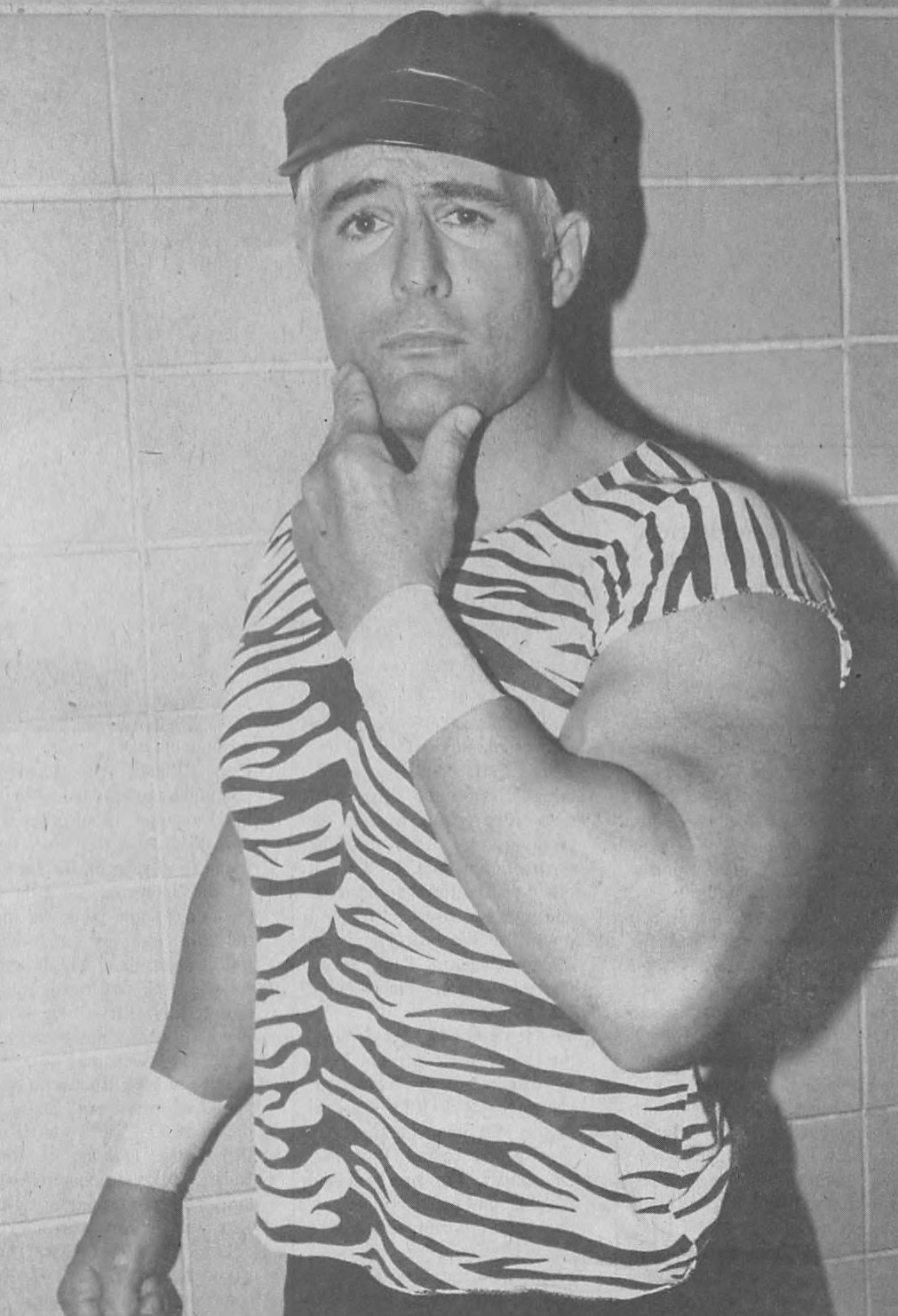
, premier champion national poids lourds de la National Wrestling Alliance.

Au début des années 1980, Jim Barnett (en) qui dirige la Georgia Championship Wrestling (en) (GCW) décide de créer le championnat national poids lourd de la National Wrestling Alliance (NWA) qui va devenir le championnat majeur de la GCW aux dépens du championnat poids lourd de Géorgie de la NWA. Jack Brisco (en) en est le premier champion en octobre 1980 après sa victoire en finale d'un tournoi face à Terry Funk,. Le championnat de Géorgie et le championnat national sont unifiés par The Masked Superstar le 12 septembre 1981 en remportant le championnat de Géorgie en battant Tommy Rich,. Le 14 juillet 1984 a lieu le Black Saturday (en) qui symbolise le rachat de la GCW par la World Wrestling Federation (WWF). À la suite de cet événement, The Spoiler (en) qui est le champion national poids lourd apparaît régulièrement dans les émissions de la WWF avec sa ceinture de champion.
Peu de temps après le Black Saturday (en), Ole Anderson fonde la Championship Wrestling from Georgia et fait de Ted DiBiase son champion national poids lourd de la NWA. Ce titre se veut être dans la continuité de celui de la Georgia Championship Wrestling (en). En 1986, Jim Crockett Promotions (en) rachète la Championship Wrestling from Georgia. Le 28 août, Nikita Koloff qui est champion des États-Unis poids lourd de la NWA unifie son titre avec le championnat national poids lourd après sa victoire face à Wahoo McDaniel (en).
En 1997, la NWA décide de relancer ce championnat en faisant de Big Slam le nouveau champion.
En mai 2017, Billy Corgan rachète les droits sur le nom, l'iconographie et les championnats de la NWA. Le 30 septembre, Kahagas (en) rend le titre de champion national poids lourd de la NWA vacant après la fin d'un accord sur l'utilisation de ce titre. La NWA annonce le 1er octobre 2018 que le championnat national poids lourd va être de nouveau utilisé. Ce jour-là, la NWA annonce que deux combats à élimination opposants quatre catcheurs va avoir lieu le 21 octobre durant NWA 70th Anniversary Show pour désigner les deux challengers qui vont s'affronter plus tard dans la soirée. Pour marquer le retour de ce championnat, la NWA décide aussi de remplacer la ceinture originelle par une ceinture en cuir rouge. Le 21 octobre au cours de NWA 70th Anniversary Show, Willie Mack remporte le championnat national poids lourd après sa victoire face à Sam Shaw. L'actuel champion est James Storm après sa victoire face à Colt Cabana le 29 juin 2019.

## Liste des champions
| #  | Champion                  | Règne | Date              | Durée     | Lieu                             | Notes | Réf    |
| -- | ------------------------- | ----- | ----------------- | --------- | -------------------------------- | --- | ------ |
| 1  | Austin Idol (en)          | 1er   | 12 janvier 1980   | 221 jours | Atlanta, Georgie                 | |        |
| -  | Vacant                    |       | 20 août 1980      | -         | NC                               | | NC     |
| 2  | Jack Brisco (en)          | 1er   | 9 octobre 1980    | 64 jours  | Atlanta, Georgie                 | Il bat Terry Funk en finale d'un tournoi. | [ 2 ]  |
| 3  | Mongolian Stomper (en)    | 1er   | 12 décembre 1980  | 107 jours | Atlanta (Géorgie)                | | [ 3 ]  |
| 4  | Steve Olsonoski (en)      | 1er   | 29 mars 1981      | 139 jours | Atlanta (Géorgie)                | | [ 3 ]  |
| 5  | The Masked Superstar      | 1er   | 15 août 1981      | 44 jours  | Columbus (Géorgie)               | Il unifie le championnat national poids lourd avec le championnat de Géorgie poids lourd le 12 septembre en battant Tommy Rich.                                | ,      |
| 6  | Tommy Rich                | 1er   | 28 septembre 1981 | 58 jours  | Augusta (Géorgie)                | | [ 12 ] |
| 7  | The Masked Superstar      | 2e    | 25 novembre 1981  | 53 jours  | Atlanta (Géorgie)                | | [ 3 ]  |
| 8  | Tommy Rich                | 2e    | 17 janvier 1982   | 57 jours  | Atlanta (Géorgie)                | | [ 3 ]  |
| 9  | Ron Bass (en)             | 1er   | 15 mars 1982      | 35 jours  | Augusta (Géorgie)                | | [ 13 ] |
| 10 | Tommy Rich                | 3e    | 19 avril 1982     | 13 jours  | Augusta (Géorgie)                | | [ 14 ] |
| 11 | Buzz Sawyer (en)          | 1er   | 2 mai 1982        | 49 jours  | Atlanta (Géorgie)                | | [ 15 ] |
| 12 | Paul Orndorff             | 1er   | 20 juin 1982      | NC        | Atlanta (Géorgie)                | | [ 16 ] |
| -  | Vacant                    | -     | 1982              | NC        | NC                               | Le titre est vacant car Paul Orndorff est challenger pour le championnat du monde poids lourd de la NWA.                                                       | [ 3 ]  |
| 13 | Super Destroyer (en)      | 1er   | 29 août 1982      | 35 jours  | Atlanta (Géorgie)                | Il remporte un tournoi. | [ 17 ] |
| 14 | Paul Orndorff             | 2e    | 3 octobre 1982    | 14 jours  | Atlanta (Géorgie)                | | [ 18 ] |
| 15 | The Masked Superstar      | 3e    | 17 octobre 1982   | 21 jours  | Atlanta (Géorgie)                | | [ 3 ]  |
| 16 | Paul Orndorff             | 3e    | 7 novembre 1982   | 133 jours | Atlanta (Géorgie)                | | [ 19 ] |
| 17 | Killer Tim Brooks (en)    | 1er   | 20 mars 1983      | 0 jour    | Atlanta (Géorgie)                | | [ 3 ]  |
| 18 | Larry Zbyszko             | 1er   | 20 mars 1983      | 41 jours  | Atlanta (Géorgie)                | Il achète le titre à Brooks pour 25 000 dollars. | [ 3 ]  |
| -  | Vacant                    | -     | 30 avril 1983     | 36 jours  | NC                               | Bob Geigel (en) qui est président de la NWA lui retire le titre.                                                                                               | [ 3 ]  |
| 19 | Larry Zbyszko             | 2e    | 5 juin 1983       | 112 jours | Atlanta (Géorgie)                | Il bat Mr. Wrestling II en finale d'un tournoi. | [ 3 ]  |
| 20 | Mr. Wrestling II          | 1er   | 19 juin 1983      | 28 jours  | Atlanta (Géorgie)                | |        |
| 21 | Larry Zbyszko             | 3e    | 17 juillet 1983   | 70 jours  | Atlanta (Géorgie)                | |        |
| 22 | Brett Wayne (en)          | 1er   | 25 septembre 1983 | 54 jours  | Atlanta (Géorgie)                | | [ 20 ] |
| 23 | Ted DiBiase               | 1er   | 18 novembre 1983  | 92 jours  | Cleveland (Ohio)                 | | [ 21 ] |
| 24 | Brad Armstrong            | 1er   | 18 février 1984   | 54 jours  | Atlanta (Géorgie)                | Armstrong lutte masqué sous le nom de Mr R avant d'être démasqué.                                                                                              | [ 22 ] |
| 25 | The Spoiler (en)          | 1er   | 12 avril 1984     | 22 jours  | Wheeling (Virginie-Occidentale)  | | [ 23 ] |
| 26 | Brad Armstrong            | 2e    | 4 mai 1984        | 58 jours  | Marietta (Géorgie)               | | [ 3 ]  |
| 27 | The Spoiler (en)          | 2e    | 1er juillet 1984  | 13 jours  | Atlanta (Géorgie)                | | [ 24 ] |
| 28 | Ted DiBiase               | 2e    | 14 juillet 1984   | 89 jours  | Macon (Géorgie)                  | | [ 25 ] |
| 29 | Ron Garvin                | 1er   | 11 octobre 1984   | 240 jours | Baltimore (Maryland)             | | [ 26 ] |
| 30 | Black Bart                | 1er   | 8 juin 1985       | 106 jours | Atlanta (Géorgie)                | | [ 27 ] |
| 31 | Terry Taylor (en)         | 1er   | 22 septembre 1985 | 67 jours  | Atlanta (Géorgie)                | | [ 3 ]  |
| 32 | Buddy Landel              | 1er   | 28 novembre 1985  | 21 jours  | Greensboro (Caroline du Nord)    | Au cours de Starrcade. | [ 28 ] |
| 33 | Dusty Rhodes              | 1er   | 19 décembre 1985  | 75 jours  | NC                               | Buddy Landel est renvoyé de Jim Crockett Promotions (en). La fédération présente Rhodes comme champion après une victoire fictive face à Landel à Albuquerque. | [ 29 ] |
| 34 | Tully Blanchard           | 1er   | 4 mars 1986       | 177 jours | Spartanburg (Caroline du Sud)    | | [ 30 ] |
| 35 | Wahoo McDaniel (en)       | 1er   | 28 août 1986      | 31 jours  | Los Angeles (Californie)         | | [ 6 ]  |
| 36 | Nikita Koloff             | 1er   | 28 septembre 1986 | NC        | Atlanta (Géorgie)                | | [ 6 ]  |
| -  | Unifié                    | NC    | 28 septembre 1986 | NC        | Atlanta (Géorgie)                | Koloff unifie le championnat national poids lourd de la NWA avec le championnat des États-Unis poids lourd de la NWA.                                          | [ 6 ]  |
| 37 | Big Slam                  | 1er   | 1997              | NC        | NC                               | | [ 3 ]  |
| 38 | Salvatore Sincere (en)    | 1er   | 18 juillet 1997   | 85 jours  | Raeford (Caroline du Nord)       | | [ 3 ]  |
| -  | Vacant                    | -     | 11 octobre 1997   | 167 jours | NC                               | | [ 3 ]  |
| 39 | Doug Gilbert (en)         | 1er   | 27 mars 1998      | 148 jours | Mount Holly (New Jersey)         | Il bat Barry Windham et Rocco Rock dans un match à trois. | [ 31 ] |
| 40 | Stevie Richards           | 1er   | 22 août 1998      | 63 jours  | Mount Holly (New Jersey)         | | [ 3 ]  |
| 41 | Doug Gilbert (en)         | 2e    | 24 octobre 1998   | 448 jours | Cherry Hill (New Jersey)         | Son équipe remporte un War Games match face à celle de Richards.                                                                                               | [ 32 ] |
| 42 | Don Brodie                | 1er   | 15 janvier 2000   | 90 jours  | Memphis (Tennessee)              | | [ 3 ]  |
| 43 | Kevin Northcutt (en)      | 1er   | 14 avril 2000     | 152 jours | North Richland Hills (Texas)     | | [ 3 ]  |
| 44 | Stone Mountain            | 1er   | 13 septembre 2000 | 52 jours  | Athens (Géorgie)                 | | [ 3 ]  |
| 45 | Terry Knight              | 1er   | 4 novembre 2000   | 69 jours  | Cornelia (Géorgie)               | | [ 3 ]  |
| 46 | Don Brodie                | 2e    | 12 janvier 2001   | NC        | Greenville (Mississippi)         | | [ 3 ]  |
| -  | Vacant                    | -     | août 2001         | NC        | NC                               | À la suite d'une blessure de Brodie après un accident de la route.                                                                                             | [ 3 ]  |
| 47 | Kevin Northcutt (en)      | 2e    | 22 août 2001      | 52 jours  | NC                               | On remet le titre à Northcutt | [ 3 ]  |
| 48 | Hotstuff Hernandez        | 1er   | 13 octobre 2001   | 455 jours | St. Petersburg (Floride)         | Le 23 mai 2002, Hernandez perd un match de championnat face à Shinya Hashimoto à Tokyo mais ce dernier refuse le titre.                                        | [ 3 ]  |
| 49 | Ricky Murdoch             | 1er   | 11 janvier 2003   | 643 jours | Greenville (Mississippi)         | | [ 3 ]  |
| 50 | Spyder                    | 1er   | 15 octobre 2004   | 358 jours | Winnipeg                         | | [ 3 ]  |
| -  | Vacant                    | -     | 8 octobre 2005    | 0 jour    | Nashville (Tennessee)            | Spyder ne se présente pas à un match de championnat. | [ 3 ]  |
| 51 | Ricky Murdoch             | 2e    | 8 octobre 2005    | 174 jours | Nashville (Tennessee)            | Il bat Juggulator | [ 3 ]  |
| -  | Vacant                    | -     | 31 mars 2006      | -         | NC                               | |        |
| 52 | Big Bully Douglas         | 1er   | 1er avril 2006    | 182 jours | Columbia, Tennessee              | |        |
| 53 | Kory Williams             | 1er   | 30 septembre 2006 | 217 jours | Lebanon, Tennessee               | |        |
| 54 | Chance Prophet            | 1er   | 5 mai 2007        | 160 jours | Salyersville, Kentucky           | |        |
| -  | Vacant                    | -     | 12 octobre 2007   | -         | NC                               | |        |
| 55 | Pepper Parks              | 1er   | 20 octobre 2007   | 181 jours | Lebanon, Tennessee               | |        |
| 56 | Crusher Hansen            | 1er   | 18 avril 2008     | 56 jours  | McKeesport, Pennsylvania         | |        |
| 57 | Brandon K                 | 1er   | 13 décembre 2008  | 4 jours   | McKeesport, Pennsylvania         | |        |
| 58 | Crusher Hansen            | 2e    | 17 décembre 2008  | 31 jours  | McKeesport, Pennsylvania         | |        |
| 59 | Phil Shatter              | 1er   | 17 janvier 2009   | 761 jours | McKeesport, Pennsylvania         | |        |
| 60 | Chance Prophet            | 2e    | 19 février 2011   | 404 jours | McKeesport, Pennsylvania         | |        |
| 61 | Kahagas (en)              | 1er   | 29 mars 2012      | 230 jours | Miami, Floride                   | |        |
| -  | Vacant                    | -     | 14 novembre 2012  | -         | NC                               | |        |
| 62 | Damien Wayne              | 1er   | 5 janvier 2013    | 160 jours | Nashville, Caroline du nord      | |        |
| 63 | Vordell Walker (en)       | 1er   | 14 juin 2013      | 49 jours  | Millersville, Tennessee          | |        |
| 64 | Damien Wayne              | 2e    | 2 août 2013       | 43 jours  | Nashville, Caroline du Nord      | |        |
| 65 | Phil Monahan              | 1er   | 14 septembre 2013 | 168 jours | Toledo, Ohio                     | |        |
| 66 | Lou Marconi (en)          | 1er   | 1er mars 2014     | 21 jours  | Williamston, Caroline du Nord    | |        |
| 67 | Phil Monahan              | 2e    | 22 mars 2014      | 1 jour    | Hillsdale, Michigan              | |        |
| 68 | Lou Marconi (en)          | 2e    | 23 mars 2014      | 13 jours  | Oregon, Ohio                     | |        |
| 69 | Phil Monahan              | 3e    | 5 avril 2014      | 98 jours  | Carolina Beach, Caroline du Nord | |        |
| 70 | Lou Marconi (en)          | 3e    | 12 juillet 2014   | 209 jours | Carolina Beach, Caroline du Nord | |        |
| 71 | Jax Dane                  | 1er   | 6 février 2015    | 111 jours | Millersville, Tennessee          | |        |
| -  | Vacant                    | -     | 28 mai 2015       | -         | NC                               | |        |
| 72 | Arrick Andrews            | 1er   | 11 juillet 2015   | 175 jours | Cookeville, Tennessee            | |        |
| -  | Vacant                    | -     | 2 janvier 2016    | -         | NC                               | |        |
| 73 | John Saxon                | 1er   | 9 janvier 2016    | 21 jours  | Dyersburg, Tennessee             | |        |
| 74 | Greg Anthony              | 1er   | 30 janvier 2016   | 154 jours | Dyersburg, Tennessee             | |        |
| 75 | Mustang Mike              | 1er   | 2 juillet 2016    | 7 jours   | Morgan City, Louisiane           | |        |
| 76 | Greg Anthony              | 2e    | 9 juillet 2016    | 70 jours  | Dyersburg, Tennessee             | |        |
| 77 | Jake Logan (en)           | 1er   | 17 septembre 2016 | 42 jours  | Amarillo, Texas                  | |        |
| 78 | Greg Anthony              | 3e    | 29 octobre 2016   | 21 jours  | Dyersburg, Tennessee             | |        |
| 79 | Damien Wayne              | 3e    | 19 novembre 2016  | 76 jours  | Gallatin, Tennessee              | |        |
| 80 | Kahagas (en)              | 2e    | 3 février 2017    | 604 jours | Franklin, Kentucky               | |        |
| -  | Vacant                    | -     | 30 septembre 2018 | -         | NC                               | |        |
| 81 | Willie Mack               | 1er   | 21 octobre 2018   | 188 jours | Nashville, Tennessee             | |        |
| 82 | Colt Cabana               | 1er   | 27 avril 2019     | 63 jours  | Concord, Caroline du Nord        | |        |
| 83 | James Storm               | 1er   | 29 juin 2019      | 94 jours  | Philadelphie, Pennsylvanie       | |        |
| 84 | Colt Cabana               | 2e    | 1er octobre 2019  | 74 jours  | Atlanta, Georgie                 | |        |
| 85 | Aron Stevens              | 1er   | 14 décembre 2019  | 290 jours | Atlanta, Georgie                 | |        |
| 86 | Trevor Murdoch            | 1er   | 29 septembre 2020 | 182 jours | Long Beach, Californie           | |        |
| 87 | Chris Adonis              | 1er   | 30 mars 2021      | 56 jours  | Atlanta, Géorgie                 | |        |
| -  | Vacant                    | -     | 25 mai 2021       | -         | NC                               | Adonis rend son titre vacant pour participer à une bataille royale pour définir l'aspirant numéro un au titre mondial.                                         |        |
| 88 | Chris Adonis              | 2e    | 7 juin 2021       | 250 jours | Atlanta, Géorgie                 | En battant JTG en finale d'un tournoi pour le championnat vacant.                                                                                              |        |
| 89 | Anthony Mayweather        | 1er   | 12 février 2022   | 36 jours  | Oak Grove (Kentucky)             | |        |
| 90 | Jax Dane                  | 2e    | 20 mars 2022      | 160 jours | Nashville (Tennessee)            | |        |
| 91 | Cyon (en)                 | 1er   | 27 août 2022      | 223 jours | Saint Louis (Missouri)           | |        |
| 92 | EC3                       | 1er   | 7 avril 2023      | 96 jours  | Highland Park (Illinois)         | |        |
| -  | Vacant                    | -     | 12 juillet 2023   | -         | NC                               | EC3 rend son titre vacant pour obtenir une chance au titre mondial.                                                                                            |        |
| 93 | "Thrillbilly" Silas Mason | 1er   | 26 août 2023      | 189 jours | Saint Louis (Missouri)           | En battant JR Kratos et Odinson dans un match triple menace.                                                                                                   |        |
| -  | Vacant                    | -     | 2 mars 2024       | -         | NC                               | Mason rend son titre vacant pour obtenir une chance au titre mondial.                                                                                          |        |
| 94 | Thom Latimer              | 1er   | 2 mars 2024       | 182 jours | Dothan (Alabama)                 | En battant Zyon, Burchill et Blake Troop dans un match à quatre.                                                                                               | [ 33 ] |
| -  | Vacant                    | -     | 31 août 2024      | -         | NC                               | Latimer rend son titre vacant pour une chance au titre mondial.                                                                                                |        |
| 95 | Mims                      | 1er   | 31 août 2024      | 195 jours | Philadelphie                     | En battant Bryan Idol, Burchill et Carson Drake. | [ 34 ] |

## Règnes combinés
| Rang | Catcheur                  | Règnes | Jours |
| ---- | ------------------------- | ------ | ----- |
| 1    | Ricky Murdock             | 2      | 817   |
| 2    | Phil Shatter              | 1      | 763   |
| 3    | Doug Gilbert (en)         | 2      | 596   |
| 4    | Chance Prophet            | 2      | 564   |
| 5    | Kahagas (en)              | 2      | 469   |
| 6    | Hotstuff Hernandez        | 1      | 455   |
| 7    | Spyder                    | 1      | 358   |
| 8    | Chris Adonis              | 2      | 305   |
| 9    | Don Brodie                | 2      | 291¤  |
| 10   | Aron Stevens              | 1      | 290   |
| 11   | Damien Wayne              | 3      | 279   |
| 12   | Jax Dane                  | 2      | 271   |
| 13   | Crusher Hansen            | 2      | 270   |
| 14   | Phil "Nitro" Monahan      | 3      | 267   |
| 15   | Greg Anthony              | 3      | 245   |
| 16   | Lou Marconi (en)          | 3      | 243   |
| 17   | Ron Garvin                | 1      | 233   |
| 18   | "Thrillbilly" Silas Mason | 1      | 229   |
| 19   | Cyon (en)                 | 1      | 223   |
| 20   | Austin Idol (en)          | 1      | 221   |
| 21   | Kory Williams             | 1      | 217   |
| 22   | Kevin Northcutt (en)      | 2      | 204   |
| 23   | Willie Mack               | 1      | 188   |
| 24   | Paul Orndorff             | 3      | 187   |
| 25   | Thom Latimer              | 1      | 182   |
| 25   | Trevor Murdoch            | 1      | 182   |
| 25   | Big Bully Douglas         | 1      | 182   |
| 28   | Ted DiBiase               | 2      | 181   |
| 28   | Pepper Parks              | 1      | 181   |
| 30   | Tully Blanchard           | 1      | 177   |
| 31   | Arrick Andrews            | 1      | 175   |
| 32   | Steve Olsonoski (en)      | 1      | 139   |
| 33   | Colt Cabana               | 2      | 137   |
| 34   | Tommy Rich                | 3      | 128   |
| 35   | EC3                       | 1      | 127   |
| 36   | Larry Zbyszko             | 3      | 125   |
| 37   | Masked Superstar          | 3      | 118   |
| 38   | Black Bart                | 1      | 113   |
| 38   | Mongolian Stomper (en)    | 1      | 113   |
| 40   | Brad Armstrong            | 2      | 112   |
| 41   | James Storm               | 1      | 94    |
| 42   | Salvatore Sincere (en)    | 1      | 85    |
| 43   | Dusty Rhodes              | 1      | 75    |
| 44   | Terry Knight              | 1      | 69    |
| 45   | Terry Taylor (en)         | 1      | 67    |
| 46   | Stevie Richards           | 1      | 63    |
| 47   | Big Slam                  | 1      | 62    |
| 48   | Jack Brisco (en)          | 1      | 58    |
| 49   | Brett Wayne (en)          | 1      | 54    |
| 50   | Stone Mountain            | 1      | 52    |
| 51   | Buzz Sawyer (en)          | 1      | 49    |
| 51   | Vordell Walker (en)       | 1      | 49    |
| 53   | Jake Logan (en)           | 1      | 42    |
| 54   | Anthony Mayweather        | 1      | 36    |
| 55   | Ron Bass (en)             | 1      | 35    |
| 55   | Super Destroyer (en)      | 2      | 35    |
| 55   | The Spoiler (en)          | 1      | 35    |
| 58   | Wahoo McDaniel (en)       | 1      | 31    |
| 59   | Mr. Wrestling II          | 1      | 28    |
| 60   | Buddy Landel              | 1      | 21    |
| 60   | John Saxon                | 1      | 21    |
| 62   | Mustang Mike              | 1      | 7     |
| 63   | Brandon K                 | 1      | 4     |
| 64   | Mims                      | 1      | 195   |
| 65   | Killer Tim Brooks (en)    | 1      | <1    |
| 65   | Nikita Koloff             | 1      | <1    |